# Megachile psenopogoniaea
Megachile psenopogoniaea là một loài Hymenoptera trong họ Megachilidae. Loài này được Moure mô tả khoa học năm 1948.